# Metsapoole
Metsapoole este o arie protejată (arie specială de conservare — SAC, sit de importanță comunitară — SCI) din Estonia întinsă pe o suprafață de 60,7 ha, integral pe uscat.

## Localizare
Centrul sitului Metsapoole este situat la coordonatele 57°53′49″N 24°22′04″E / 57.8969°N 24.3677°E.

## Înființare
Situl Metsapoole a fost declarat sit de importanță comunitară în aprilie 2004 pentru a proteja un număr necunoscut de specii din flora spontană și fauna sălbatică aflate în arealul zonei. Situl a fost protejat și ca arie specială de conservare în mai 2007.

## Biodiversitate
Situată în ecoregiunea boreală, aria protejată conține 2 habitate naturale: Lagune de coastă, Pășuni de coastă din Baltica boreală.
La baza desemnării sitului se află un număr nedeclarat de specii protejate.